# 宇航员大道站

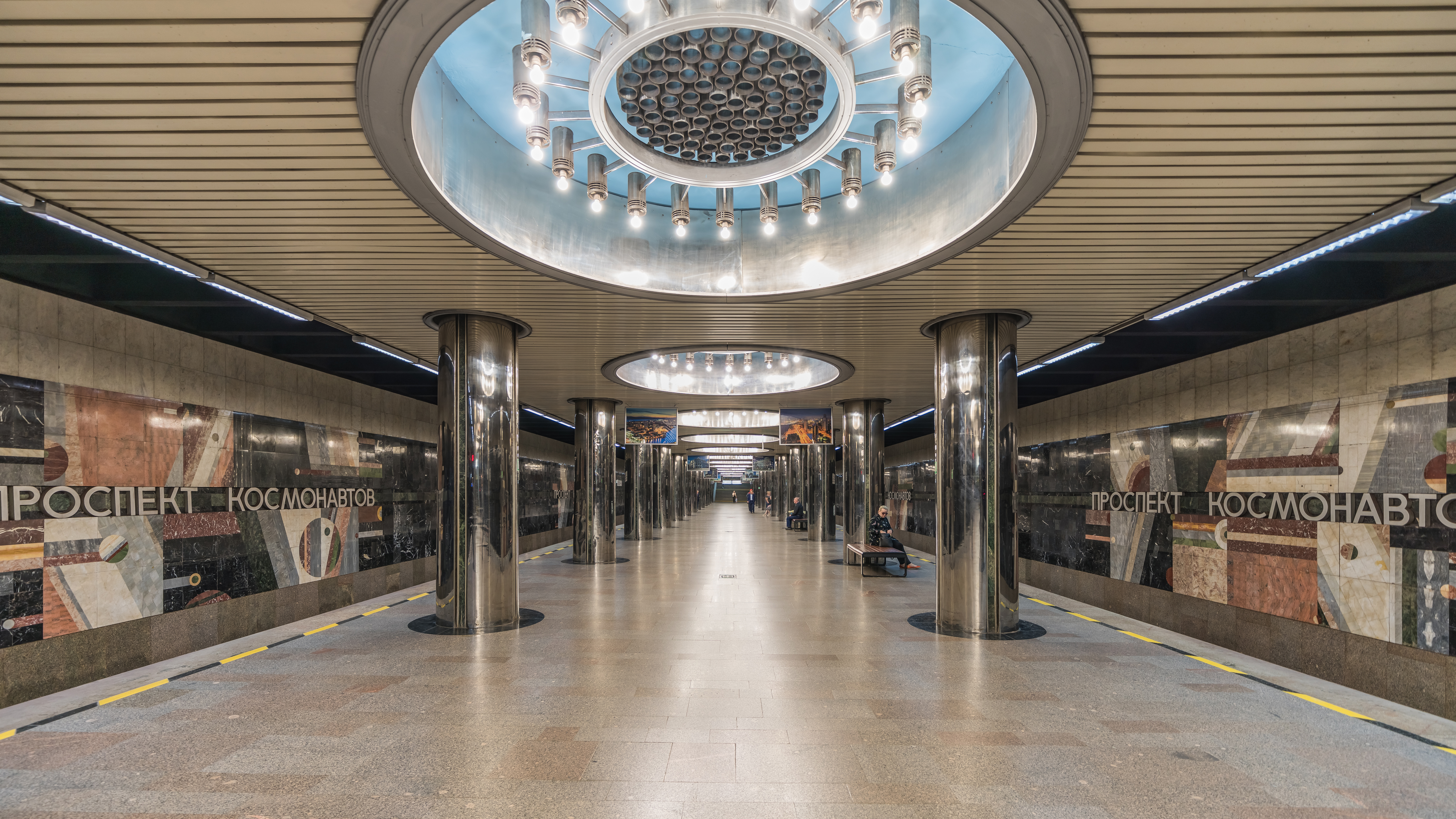
站台

宇航员大道站（俄語：Проспект Космонавтов）是葉卡捷琳堡地鐵的一個車站，也是該地鐵的起點站/終點站。該站於1982年5月開始建設，1991年4月27日開通。地鐵站的內部以太空探索為主題。